# Pisarna (britanska TV-serija)
Pisarna (izvirno The Office) je britanska televizijska psevdodokumentarna in situacijska komedija, ki je bila prvič predvajena v Združenem kraljestvu na BBC Two 9. julija 2001. Program, ki sta ga ustvarila, napisala in režirala Ricky Gervais in Stephen Merchant, spremlja vsakodnevno življenje zaposlenih v pisarni v podružnici Slough, izmišljenega papirnega podjetja Wernham Hogg. V seriji igra tudi Gervais, ki igra osrednjega lika Davida Brenta.

## Zasedba in liki

### Glavni liki
- Ricky Gervais je David Brent
- Martin Freeman je Tim Canterbury
- Mackenzie Crook je Gareth Keenan
- Lucy Davis je Dawn Tinsley
- Stirling Gallacher je Jennifer Taylor-Clarke
- Oliver Chris je Ricky Howard
- Ralph Ineson je Chris Finch
- Patrick Baladi je Neil Godwin
- Stacey Roca je Rachel
- Elizabeth Berrington je Anne

### Drugotni liki

#### Predstavljeno v seriji 1
- Ewen MacIntosh je Keith Bishop
- Joel Beckett je Lee
- David Schaal je Glynn alias Taffy
- Robin Hooper je Malcolm
- Sally Bretton je Donna
- Nicola Cotter je Karen Roper

#### Predstavljeni v seriji 2
- Rachel Isaac je Trudy
- Howard Saddler je Oliver
- Julie Fernandez je Brenda

### Gosti

#### Predstavljeno v seriji 1
- Jamie Deeks je Jamie
- Ben Bradshaw je Ben
- Jane Lucas je Sheila
- Emma Manton je Emma
- Ron Merchant je Gordon (hišnik)
- Alexander Perkins je Ralph
- Phillip Pickard je Phillip
- Angela Clerkin je Jackie
- Yvonne D'Alpra je Joan (čistilka)
- Vincent Franklin je Rowan

#### Predstavljeni v seriji 2
- Julie Fernandez je Brenda
- Tom Goodman-Hill je Ray
- Jennifer Hennessy je Jude
- Matthew Holness je Simon
- Stephen Merchant je Oggy alias 'The Ogg Monster'
- Bruce Mackinnon je Jimmy Perverznež (the Perv)
- Rachel Isaac je Trudy
- Tony MacMurray je Tony
- Howard Saddler je Oliver
- Olivia Colman je Helena
- Sandy Hendrickse je Carol